# گاوها (نقاشی)
گاوها یک نقاشی اثر ونسان ون گوگ است که در ژوئیه سال ۱۸۹۰ میلادی در زمان اقامتش در خانه دکتر گاچت در اور سور اواز خلق کرد. 